# Impasse du Docteur-Jacques-Bertillon
L’impasse du Docteur-Jacques-Bertillon est une voie en impasse du 8e arrondissement de Paris. 

## Situation et accès
Elle s'ouvre au 36, avenue Pierre-Ier-de-Serbie.

## Origine du nom

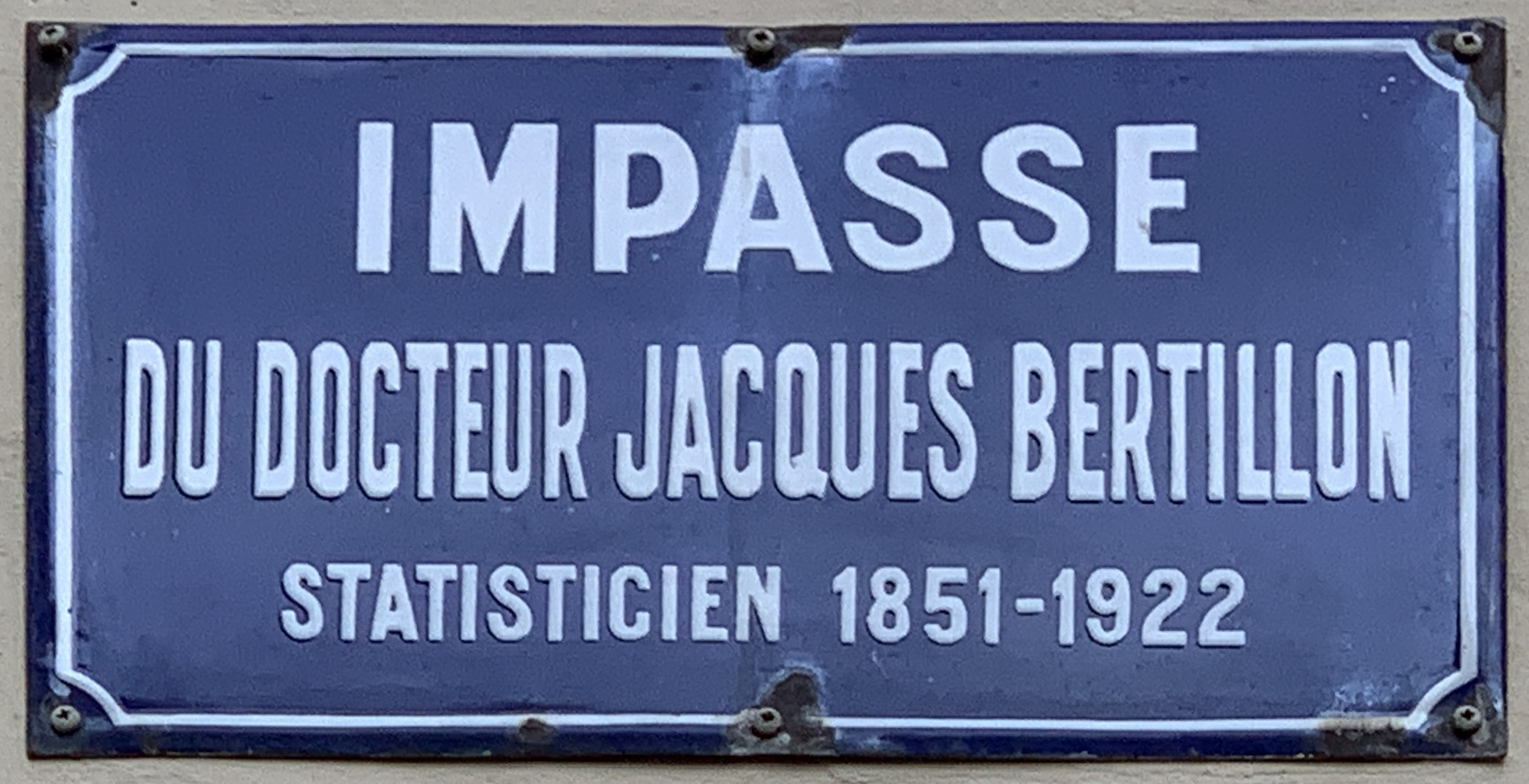
Plaque de l'impasse.

Elle porte le nom du docteur Jacques Bertillon (1851-1922), statisticien et démographe. 

## Historique
La voie s'appelait « impasse Montesquiou » jusqu'en 1903 devint « impasse Pierre-Charron », avant de recevoir sa dénomination actuelle par un décret préfectoral du 18 mai 1961. 